# Suzanne Dansereau
Suzanne Dansereau, née le 21 octobre 1952 à Montréal, est une femme politique québécoise, députée de Verchères à l'Assemblée nationale du Québec sous la bannière de la Coalition avenir Québec de 2018 à 2022.

## Biographie

### Carrière politique

#### Mairesse de Contrecœur
Le 4 novembre 2001, après huit ans comme conseillère municipale, Suzanne Dansereau devient mairesse de Contrecœur. Elle est réélue en 2005, 2009 et 2014. En novembre 2014, elle est élue en tant que préfète par les membres du conseil de la MRC Marguerite-d’Youville. Deux ans plus tard, elle est réélue à ce poste. Le 5 mai 2017, elle annonce son retrait de la vie politique municipale dès la fin de son mandat dans six mois.

#### Députée de Verchères
Le 4 décembre 2017, le chef de la Coalition avenir Québec, François Legault se rend à Contrecoeur pour annoncer que Suzanne Dansereau portera les couleurs de sa formation aux prochaines élections provinciales. Dix mois plus tard, celle-ci remporte la victoire à l'arraché lors des élections générales du 1er octobre 2018 en délogeant le candidat péquiste sortant, Stéphane Bergeron dont le parti détenait la circonscription depuis 42 ans. Elle devient ainsi la députée de Verchères à l'Assemblée nationale du Québec. Elle annonce qu'elle ne sollicitera pas de second mandat en 2022.

## Résultats électoraux
|                                                                                               | Nom                         | Parti            | Nombre de voix | %      | Maj. |
| --------------------------------------------------------------------------------------------- | --------------------------- | ---------------- | -------------- | ------ | ---- |
|                                                                                               | Suzanne Dansereau           | Coalition avenir | 17 073         | 37,5 % | 827  |
|                                                                                               | Stéphane Bergeron (sortant) | Parti québécois  | 16 246         | 35,7 % | -    |
|                                                                                               | Jean-René Péloquin          | Québec solidaire | 6 723          | 14,8 % | -    |
|                                                                                               | Agnieszka Wnorowska         | Libéral          | 4 017          | 8,8 %  | -    |
|                                                                                               | Pierre-Olivier Downey       | Vert             | 701            | 1,5 %  | -    |
|                                                                                               | Vincent Hillel              | NPD Québec       | 403            | 0,9 %  | -    |
|                                                                                               | Lisette Benoit              | Conservateur     | 380            | 0,8 %  | -    |
| Total                                                                                         | Total                       | Total            | 45 543         | 100 %  |      |
| Le taux de participation lors de l'élection était de 77,4 % et 708 bulletins ont été rejetés. |                             |                  |                |        |      |